# フィダーイー (パレスチナ国歌)
フィダーイー(アラビア語: فِدَائِي, Fidāʾī, フィダーイー)はパレスチナ国の国歌。2005年に改名されたことから『パレスチナ革命歌』としても知られる。 
題名は解釈により「我が献身」「戦士」「闘士」などと訳し得る。 

## 概要
作詞者はパレスチナ出身の詩人で解放闘争の士でもあったサイード・アル＝ムザイイン（سعيد المزين, Saʿīd al-Muzayyin、英字表記例：Said Al Muzayin）、作曲者はエジプト人音楽家アリー・イスマーイール（علي إسماعيل, ʿAlī Ismāʿīl、英字表記例：Ali Ismael）。 
この歌はまず1972年にパレスチナ解放機構（PLO）の公式歌として選ばれたもので、2005年にファタハ（アラビア語: فتح, ラテン文字転写:Fatḥ, 文語アラビア語発音：ファトフ, 英語: Fatah）によって改名されたことから『パレスチナ革命歌』（نشيد الثورة الفلسطينية, nashīd al-thawrah al-filasṭīnīyah ないしは nashīd al-thawra al-filasṭīnīya, ナシード・アッ＝サウラ・アル＝フィラスティーニーヤ）という名でも呼ばれてきた。 
その後、1988年のパレスチナの独立宣言第31条に基づき1996年にパレスチナ国歌として制定された。 
かつてはパレスチナの闘争への熱意と悲願を織り込んだ『我が祖国（موطني, Mawṭinī, マウティニー）』が事実上の国歌としての扱いを受け愛唱されていたのに対し、イスラエル側に配慮した内容とも評される『フィダーイー』がパレスチナ解放機構（PLO）の公式歌選定を経てパレスチナ国歌となった経緯を持つことから、現在でも多くのパレスチナ人にとって『我が祖国（موطني, Mawṭinī, マウティニー）』が非公式の第2国歌として考えられ『フィダーイー』の代わりに歌われるなどしている。 

## 題名

### 主に2通りある解釈
題名はアラビア語で「我が献身」「我が犠牲」といった意味を持ちパレスチナのために自らを捧げることを意味するとも言われるが、発音記号無しでは全く同じつづりで口語的発音では区別がつかなくなることから別の語「フィダーイー（فِدَائِيٌّ, fidāʾī）として扱い「戦士」「闘士」と訳されることもある。
いずれの場合も、元のアラビア語単語の語義から、自身の心身を捧げる献身・自己犠牲を伴うことを含んだ「献身」「戦士」「闘士」という言葉が題名や歌詞として繰り返し登場するのがこの国歌となっている。 

### 「我が献身」として解釈する場合
فِدَائِي
文語アラビア語発音：fidāʾī, フィダーイー 
意味：我が献身、我が犠牲 
- فِدَاء（fidāʾ, フィダー（実際の休止形発音はフィダーッやフィダーァに近い））：【名詞】捕虜の身代金；犠牲、生贄；犠牲、献身[5][6][7]
- ـِي（-ī, -イー）：【人称代名詞】（直前の名詞に接尾し属格（所有格）の意味を示す）私の～、我が～

### 「（闘争のために心身を捧げる自己犠牲的な）戦士、闘士」として解釈する場合
فِدَائِي
文語アラビア語非休止形発音：fidāʾīyun ないしは fidāʾiyyun, フィダーイーユン 
文語アラビア語休止形発音：fidāʾīy ないしは fidāʾiyy, フィダーイーィとフィダーイーュが混ざったような発音 
口語的発音：fidāʾī, フィダーイー 
意味：戦士、闘士 
- فِدَاء（fidāʾ, フィダー（実際の休止形発音はフィダーッやフィダーァに近い））：【名詞】捕虜の身代金；犠牲、生贄；犠牲、献身[5][6][7]
- ـِيّ（(-i)yy）：【ニスバ語尾】（接尾する名詞に関連した形容詞・名詞を新たに形成するための文字）～の（人/物）、～に関連のある（人/物）

ごく一般の戦士、闘士とは異なり、「自らを犠牲とし心身を捧げる者」という意味を持つ。 
現代では具体的には「イスラームやアッラーのために自らの身と命を犠牲にして戦う者、イスラームとアッラーのために自分の命を捨てて戦うジハード（聖戦）戦士、宗教と唯一神のために死ぬことを承知で無謀とも言える戦いに身を投じる闘士」「（パレスチナといった）祖国のために戦う自己犠牲的な解放闘士」を指すことが多い。 
また改題後の名称が『パレスチナ革命歌』（نشيد الثورة الفلسطينية, nashīd al-thawrah al-filasṭīnīyah ないしは nashīd al-thawra al-filasṭīnīya, ナシード・アッ＝サウラ・アル＝フィラスティーニーヤ）であることから、「（パレスチナ）革命闘士」といった解釈も可能であるという。 

## 歌詞

### アラビア語歌詞
ネット上で公開されているパレスチナ国歌動画・紹介記事では出だしがフィダーイーではなくビラーディー（بلادي, bilādī, 「我が国、我が祖国」の意）になっていたりといくつかの点で実際に歌われているものを収録した音源との間にずれがある事例が見られる。
出だしがビラーディーになっている件は子供時代にそのように聞き取ったり覚えたりして国歌斉唱の際にビラーディーと歌ってきたパレスチナ人が少なからずいるためで、ネット上での掲載数も多い。
そのため当ページでは複数ソースを比較の上、パレスチナ小学校用愛国・社会科教育科目教科書の第1巻第2課掲載の国歌歌詞に依拠した上で一部訂正や発音記号補足を加え、実際に音源の聞き取りをしながら調整を行った。
発音記号は散文とは異なる歌詞としての性質をふまえ、音源で歌われている通りに付した。
コーラス
فِدَائِي فِدَائِي فِدَائِي
يَا أَرْضِي يَا أَرْضَ ٱلْجُدُودْ
فِدَائِي فِدَائِي فِدَائِي
يَا شَعْبِي يَا شَعْبَ ٱلْخُلُودْ
فِدَائِي فِدَائِي فِدَائِي
يَا أَرْضِي يَا أَرْضَ الجُدُودْ
فِدَائِي فِدَائِي فِدَائِي
يَا شَعْبِي يَا شَعْبَ ٱلْخُلُودْ
1番
بِعَزْمِي وَنَارِي وَبُرْكَانِ ثَارِي
وَأَشْوَاقِ دَمِّي لِأَرْضِي وَدَارِي
صَعَدْتُ ٱلجِبَالَ وَخُضْتُ ٱلنِّضَالَ
قَهَرْتُ ٱلْمُحَالَ حَطَمْتُ ٱلْقُيُودْ
صَعَدْتُ ٱلْجِبَالَ وَخُضْتُ ٱلنِّضَالَ
قَهَرْتُ ٱلْمُحَالَ حَطَمْتُ ٱلْقُيُودْ
コーラス
فِدَائِي فِدَائِي فِدَائِي
يَا أَرْضِي يَا أَرْضَ الْجُدُودْ
فِدَائِي فِدَائِي فِدَائِي
يَا شَعْبِي يَا شَعْبَ ٱلْخُلُودْ
2番
بِعَصْفِ ٱلرِّيَاحِ وَنَارِ ٱلسِّلَاحِ
وَإِصْرَارِ شَعْبِي بِخَوْضِ ٱلْكِفَاحِ
فِلَسْطِينُ دَارِي وَدَرْبُ ٱنْتِصَارِي
فِلَسْطِينُ ثَارِي وَأَرْضُ ٱلصُّمُودْ
فِلَسْطِينُ دَارِي وَدَرْبُ ٱنْتِصَارِي
فِلَسْطِينُ ثَارِي وَأَرْضُ ٱلصُّمُودْ
コーラス
فِدَائِي فِدَائِي فِدَائِي
يَا أَرْضِي يَا أَرْضَ ٱلْجُدُودْ
فِدَائِي فِدَائِي فِدَائِي
يَا شَعْبِي يَا شَعْبَ ٱلْخُلُودْ
3番
بِحَقِّ القَسَمْ تَحْتَ ظِلِّ ٱلْعَلَمْ
بِأَرْضِي وَشَعْبِي وَنَارِ ٱلْأَلَمْ
سَأَحْيَا فِدَائِي وَأَمْضِي فِدَائِي
وَأَقْضِي فِدَائِي إِلَى أَنْ أَعُودْ
سَأَحْيَا فِدَائِي وَأَمْضِي فِدَائِي
وَأَقْضِي فِدَائِي إِلَى أَنْ أَعُودْ
コーラス
فِدَائِي فِدَائِي فِدَائِي
يَا أَرْضِي يَا أَرْضَ ٱلْجُدُودْ
فِدَائِي فِدَائِي فِدَائِي
يَا شَعْبِي يَا شَعْبَ ٱلْخُلُودْ
فِدَائِي فِدَائِي فِدَائِي
يَا أَرْضِي يَا أَرْضَ ٱلْجُدُودْ
فِدَائِي فِدَائِي فِدَائِي
يَا شَعْبِي يَا شَعْبَ ٱلْخُلُودْ

### アラビア語での実際の発音
ネットで紹介されているラテン文字転写に誤記が多く実際の発音と合わない部分が複数見られたため書き起こしを行った。学術的なラテン文字転写に近づけてあるが、アラブ詩の規則などに依拠しているため散文とは異なる語形・発音になっている箇所や一部口語発音になっている箇所が複数存在する。
なおayは二重母音部分ai、awは二重母音auとして発音される部分となっている。
コーラス
fidāʾī fidāʾī fidāʾī
yā ʾarḍī yā ʾarḍa-l-judūd
fidāʾī fidāʾī fidāʾī
yā shaʿbī yā shaʿba-l-khulūd
fidāʾī fidāʾī fidāʾī
yā ʾarḍī yā ʾarḍa-l-judūd
fidāʾī fidāʾī fidāʾī
yā shaʿbī yā shaʿba-l-khulūd
1番
bi-ʿazmī wa-nārī wa burkāni thārī
wa-ʾashwāqi dammī li-ʾarḍī wa-dārī
ṣaʿattu-l-jibāla wa-khuttu-n-niḍāla
qahartu-l-muḥāla ḥaṭamtu-l-quyūd
ṣaʿattu-l-jibāla wa-khuttu-n-niḍāla
qahartu-l-muḥāla ḥaṭamtu-l-quyūd
コーラス
fidāʾī fidāʾī fidāʾī
yā ʾarḍī yā ʾarḍa-l-judūd
fidāʾī fidāʾī fidāʾī
yā shaʿbī yā shaʿba-l-khulūd
2番
bi-ʿaṣfi-r-riyāḥi wa-nāri-s-silāḥi
wa-ʾiṣrāri shaʿbī bi-khawḍi-l-kifāḥi
filasṭīnu dārī wa-darbu-ntiṣārī
filasṭīnu thārī wa-ʾarḍu-ṣ-ṣumūd
filasṭīnu dārī wa-darbu-ntiṣārī
filasṭīnu thārī wa-ʾarḍu-ṣ-ṣumūd
コーラス
fidāʾī fidāʾī fidāʾī
yā ʾarḍī yā ʾarḍa-l-judūd
fidāʾī fidāʾī fidāʾī
yā shaʿbī yā shaʿba-l-khulūd
3番
bi-ḥaqqi-l-qasam taḥta ẓilli-l-ʿalam
bi-ʾarḍī wa shaʿbī wa-nāri-l-ʾalam
sa-ʾaḥyā fidāʾī wa-ʾamḍī fidāʾī
wa-ʾaqḍī fidāʾī ʾilā ʾan ʾaʿūd
sa-ʾaḥyā fidāʾī wa-ʾamḍī fidāʾī
wa-ʾaqḍī fidāʾī ʾilā ʾan ʾaʿūd
コーラス
fidāʾī fidāʾī fidāʾī
yā ʾarḍī yā ʾarḍa-l-judūd
fidāʾī fidāʾī fidāʾī
yā shaʿbī yā shaʿba-l-khulūd
fidāʾī fidāʾī fidāʾī
yā ʾarḍī yā ʾarḍa-l-judūd
fidāʾī fidāʾī fidāʾī
yā shaʿbī yā shaʿba-l-khulūd

### アラビア語歌詞カタカナ表記
コーラス
フィダーイー　フィダーイー　フィダーイー
ヤー・アルディー　ヤー・アルダ・ル＝ジュドゥード
フィダーイー　フィダーイー　フィダーイー
ヤー・シャアビー　ヤー・シャアバ・ル＝フルード
フィダーイー　フィダーイー　フィダーイー
ヤー・アルディー　ヤー・アルダ・ル＝ジュドゥード
フィダーイー　フィダーイー　フィダーイー
ヤー・シャアビー　ヤー・シャアバ・ル＝フルード
1番
ビ・アズミー・ワ・ナーリー・ワ・ブルカーニ・サーリー
ワ・アシュワーキ・ダンミー・リ・アルディー・ワ・ダーリー
サアットゥ・ル＝ジバーラ・ワ・フットゥ・ン＝ニダーラ
カハルトゥ・ル＝ムハーラ・ワ・ハタムトゥ・ル＝クユード
サアットゥ・ル＝ジバーラ・ワ・フットゥ・ン＝ニダーラ
カハルトゥ・ル＝ムハーラ・ワ・ハタムトゥ・ル＝クユード
コーラス
フィダーイー　フィダーイー　フィダーイー
ヤー・アルディー　ヤー・アルダ・ル＝ジュドゥード
フィダーイー　フィダーイー　フィダーイー
ヤー・シャアビー　ヤー・シャアバ・ル＝フルード
2番
ビ・アスフィ・ッ＝リヤーヒ・ワ・ナーリ・ッ＝スィラーヒ
ワ・イスラーリ・シャアビー・ビ・ハウディ・ル＝キファーヒ
フィラスティーヌ・ダーリー・ワ・ダルブ・ンティサーリー
フィラスティーヌ・サーリー・ワ・アルドゥ・ッ＝スムード
フィラスティーヌ・ダーリー・ワ・ダルブ・ンティサーリー
フィラスティーヌ・サーリー・ワ・アルドゥ・ッ＝スムード
コーラス
フィダーイー　フィダーイー　フィダーイー
ヤー・アルディー　ヤー・アルダ・ル＝ジュドゥード
フィダーイー　フィダーイー　フィダーイー
ヤー・シャアビー　ヤー・シャアバ・ル＝フルード
3番
ビ・ハッキ・ルーカサム　タフタ・ズィッリ・ル＝アラム
ビ・アルディー・ワ・シャアビー・ワ・ナーリ・ル＝アラム
サ・アフヤー・フィダーイー・ワ・アムディー・フィダーイー
ワ・アクディー・フィダーイー・イラー・アン・アウード
サ・アフヤー・フィダーイー・ワ・アムディー・フィダーイー
ワ・アクディー・フィダーイー・イラー・アン・アウード
コーラス
フィダーイー　フィダーイー　フィダーイー
ヤー・アルディー　ヤー・アルダ・ル＝ジュドゥード
フィダーイー　フィダーイー　フィダーイー
ヤー・シャアビー　ヤー・シャアバ・ル＝フルード
フィダーイー　フィダーイー　フィダーイー
ヤー・アルディー　ヤー・アルダ・ル＝ジュドゥード
フィダーイー　フィダーイー　フィダーイー
ヤー・シャアビー　ヤー・シャアバ・ル＝フルード

## 参考サイト
歌詞確認と和訳の際に以下のウェブサイトを参照した。
この国歌が元々の詩を一部変えた上で制定されたこともあり、サイトや動画に掲載されている歌詞は実際に歌っている音声部分と歌詞字幕等の文字とが一致していないことがあるので利用の際には注意されたい。
- درس النشيد الوطني الفلسطيني + حل التدريبات|الصف الثالث |التنشئة الوطنية |الوحدة الاولي| الدرس الثاني：小学校3年生向け愛国・社会学習科目授業、子供たちによる歌唱や発音記号記号確認が可能
- النشيد الوطني الفلسطيني：女性講師による小学校3年生向け愛国・社会学習科目学習補助ビデオ、講師自らの歌唱は発音記号がわかりやすい
- عربي21 - النشيد الوطني الفلسطيني أهم رمز للهوية：作詞者・作曲者紹介、歌詞、準国歌マウティニー（我が祖国）の扱い
- وكالة الأنباء والمعلومات الفلسطينية وفا - النشيد الوطني الفلسطيني：パレスチナ概要としての国歌紹介
- النشيد الوطني وترسيخ الهوية الوطنية：国歌とアイデンティティー定着について、イスラエル側の指示でマウティニー（我が祖国）使用中止となった経緯
- سنُعيد النشيد الوطني الفلسطيني：パレスチナ人と国歌との関係性について
- Fida'i（Wikipedia英語版）：歌詞アラビア語表記・転写・英訳など（修正が必要が箇所が複数あるため要注意）
- 駐日パレスチナ常駐総代表部 - 国歌：和訳例